# Championnat de Hongrie de football 1906-1907
Navigation
Saison précédente Saison suivante
La saison 1906-1907 du Championnat de Hongrie de football est la 6e édition du championnat de première division en Hongrie, la Nemzeti Bajnokság. Les huit meilleurs clubs de Budapest sont regroupés au sein d'une poule unique où ils se rencontrent deux fois au cours de la saison, à domicile et à l'extérieur. En fin de saison, le dernier du classement est relégué et remplacé par les deux meilleures équipes de II. Osztályú Bajnokság, la deuxième division hongroise.
C'est le Ferencváros TC, tenant du titre, qui termine à nouveau en tête du classement final du championnat, avec deux points d'avance sur un duo composé du Magyar AC et du MTK Budapest. C'est le 3e titre de champion de Hongrie de l'histoire du club.

## Les clubs participants
| - Fővárosi TC - 33 FC - Ferencváros TC - Typographia SC - Promu de II. Osztályú Bajnokság - MTK Budapest - Magyar AC - Ujpest TE - Budapest AK - Promu de II. Osztályú Bajnokság |

## Compétition

### Classement
Le barème utilisé pour établir le classement est le suivant :
- Victoire : 2 points
- Match nul : 1 point
- Défaite, forfait ou abandon : 0 point

| Rang | Équipe             | Pts | J  | G  | N | P  | Bp | Bc | Diff |
| ---- | ------------------ | --- | -- | -- | - | -- | -- | -- | ---- |
| 1    | Ferencváros TC (T) | 24  | 14 | 11 | 2 | 1  | 70 | 20 | +50  |
| 2    | Magyar AC          | 22  | 14 | 10 | 2 | 2  | 78 | 15 | +63  |
| 3    | MTK Budapest       | 22  | 14 | 10 | 2 | 2  | 67 | 18 | +49  |
| 4    | Budapest AK (P)    | 14  | 14 | 6  | 2 | 6  | 32 | 44 | -12  |
| 5    | Typographia SC (P) | 9   | 14 | 3  | 3 | 8  | 25 | 62 | -37  |
| 6    | Ujpest TE          | 8   | 14 | 2  | 4 | 8  | 16 | 38 | -22  |
| 7    | Fovarosi TC        | 7   | 14 | 2  | 3 | 9  | 16 | 55 | -39  |
| 8    | 33 FC              | 6   | 14 | 2  | 2 | 10 | 20 | 72 | -52  |

|  | Vainqueur du championnat de Hongrie 1906-1907           |
|  | Relégation directe en II. Osztályú Bajnokság            |
|  | (T) Tenant du titre (P) Promu de II. Osztályú Bajnokság |

## Bilan de la saison
| Championnat de Hongrie de football 1906-1907 |                           |
| Champion                                     | Ferencváros TC (3e titre) |
| Coupes et trophées                           |                           |
| Vainqueur de la Coupe de Hongrie 1906-1907   | Non disputée              |
| Promotions et relégations                    |                           |
| Promus en Nemzeti Bajnokság                  | Törekvés SE               |
| Promus en Nemzeti Bajnokság                  | Budapest TC               |
| Relégués en II. Osztályú Bajnokság           | 33 FC                     |